# Kazimierz Jarochowski

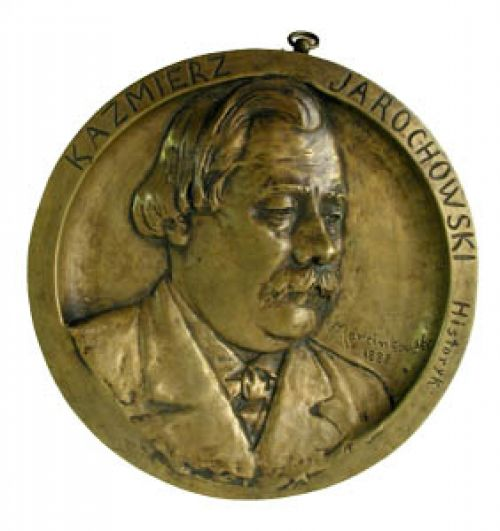
Kazimierz Jarochowski.

Kazimierz Jarochowski, född 12 september 1828 nära Szamotuły, död 24 mars 1888, var en polsk historiker. 
Jarochowski, som var domare i Posen, publicerade Teka Gabryela J. Podoskiego (sex band, 1856–62): viktiga aktstycken rörande Polens historia vid tiden för föreningen med Sachsen, varjämte han författade kung August II:s historia (1856–74) samt åtskilliga smärre historiska skrifter, utkomna under titeln Opowiadania historyczne (sex band, 1860–86), ävensom några särskilt utgivna avhandlingar, däribland Wielkopolska w czasie pierwszej wojny szwedzkiej w r. 1655–57 (Storpolen under det första svenska kriget 1655–57, 1864) och Car Piotr i carewicz Aleksy (1862). 
Under pseudonymen "Sewerin Przerowa" framträdde Jarochowski med ett litteraturhistoriskt arbete, Literatura poznanska (1880), storhertigdömet Posens litteratur i förra hälften av 1800-talet.